# Richard Morgan
Richard Morgan (ur. 1965) – brytyjski pisarz, autor fantastyki naukowej. Laureat nagród Dicka, Campbella i Clarke’a. Akcja jego książek rozgrywa się w świecie dystopii.

## Życiorys
Studiował historię w Queens’ College na Uniwersytecie Cambridge. Po ukończeniu studiów zaczął uczyć angielskiego jako native speaker, by móc podróżować po świecie. Po czternastu latach pracy w szkołach językowych ukazała się jego pierwsza powieść i został zawodowym pisarzem.

## Kariera literacka
W 2002 została opublikowana pierwsza powieść Modyfikowany węgiel, łącząca elementy cyberpunku i czarnej powieści detektywistycznej. Głównym bohaterem jest Takeshi Lev Kovacs, były komandos należący kiedyś do Korpusu Emisariuszy – elitarnej i mającej złą sławę formacji wymuszającej władzę Protektoratu na planetach zamieszkanych przez ludzi. Kovacs występuje także w dwóch późniejszych książkach. Prawa do ekranizacji za sumę miliona dolarów kupił producent filmowy Joel Silver. Umożliwiło to Morganowi zostanie zawodowym pisarzem. W 2003 amerykańskie wydanie powieści otrzymało Nagrodę Philipa K. Dicka. W 2003 została wydana powieść Upadłe anioły kontynuacja Modyfikowanego węgla, z tą samą główną postacią. Podobnie jak debiut, łączyła różne gatunki: science fiction i powieść wojenną. Trzecia i, jak twierdzi autor, ostatnia powieść z cyklu Kovacsa Zbudzone furie została opublikowana w marcu (UK) i we wrześniu (USA) 2005.
W 2004 ukazała się powieść Siły rynku. Jej akcja rozgrywa się w połowie XXI wieku. Pierwotnie było to opowiadanie, później scenariusz i dopiero po sukcesie pierwszych dwóch książek powstała powieść. W 2005 otrzymał za nią Nagrodę Campbella. Jest zainspirowana filmami „Mad Max” i „Rollerball”.
Morgan napisał również dwie sześcioodcinkowe serie komiksów dla Marvel Comics.

## Dzieła

### CyklTakeshiego Kovacsa
- Modyfikowany węgiel (Altered Carbon, 2002); przełożył Marek Pawelec, ISA, Warszawa 2003. ISBN 83-88916-91-2; Nagroda im. Philipa K. Dicka 2003
- Upadłe anioły (Broken Angels, 2003); przełożył Marek Pawelec, ISA, Warszawa 2004. ISBN 83-7418-032-3
- Zbudzone furie (Woken Furies, 2005); przełożył Marek Pawelec, ISA, Warszawa 2006. ISBN 83-7418-114-1

### CyklLand Fit for Heroes
- Stal nie przemija (The Steel Remains, 2008); przełożył Przemysław Bieliński, ISA, Warszawa 2011.
- The Cold Commands (2011)
- The Dark Defiles (2014)

### Inne powieści
- Siły rynku (Market Forces, 2004); przełożył Marek Pawelec, ISA, Warszawa 2006. ISBN 83-7418-093-5; Nagroda im. Johna W. Campbella za powieść 2005
- Trzynastka (Black Man, 2007); przełożył Marek Pawelec, ISA, Warszawa 2008. ISBN 978-83-7418-205-8; Nagroda im. Arthura C. Clarke’a 2008
- Rzadkie powietrze (Thin Air, 2018); przełożył Marek Pawelec, Mag, Warszawa 2021. ISBN 978-83-6640-957-6

### Komiksy
- Black Widow: Homecoming, 2005
- Black Widow: The Things They Say About Her, 2006

### Gry
- Crysis 2, 2011
- Syndicate, 2012
- A Land Fit For Heroes (2015)

## Adaptacje
Powieść Modyfikowany węgiel została zekranizowana w formie serialu przez platformę Netflix pod tym samym tytułem w 2018 r.